# 산화 칼륨
산화 칼륨은 칼륨의 산화물이다. 백색 가루로 흡습성이 있으며, 물과 반응하여 수산화 칼륨이 된다.
화학식은 K2O이다.